# Ёркино
Ёркино — деревня в Пинежском районе Архангельской области. Входит в состав Кушкопальского сельского поселения.

## География
Находится в 17 километрах от райцентра Карпогоры и в 6 километрах от Кушкопалы, на берегу реки Пинега. Ёркино делится на 4 окола (Гасниково, Закасочье, Ёркино, Березник).

## История
В конце конце XVII—начале XVIII века Ёркино находилось в составе Кевро́льского уезда, затем — в составе Пинежского уезда, Архангельского уезда и Карпогорского района.
Деревня входила в Чухченемский церковный приход (в составе которого были ещё Кушкопала, Церкова и Едома). Удалённость от приходской церкви (Никольская церковь) продиктовала необходимость возведения в деревне Никольской часовни, куда еркомёна могли ходить на воскресные службы. Часовня выполняла функции приходского храма, была большой, двуклетной, с алтаной частью и иконостасом. Перед Великой Отечественной войной Никольскую часовню разобрали.
В 1987 и 2007 годах во время весеннего паводка, из-за подъёма уровня воды в реке, деревню затопляло.
В 2002 году в Ёркино открыт дом ремёсел «Марфин дом», состоящий из двух комнат.
После 2010—2011 учебного года в Ёркино осталась только начальная школа, которая была закрыта после 2012—2013 учебного года.

## Население
| 2002 | 2010 | 2012 |
| ---- | ---- | ---- |
| 403  | ↘257 | ↘244 |

## Инфраструктура
Есть Дом Культуры, библиотека, два магазина, фельдшерско-акушерский пункт, ФГУП «Почта России», пекарня, школа (закрыта), футбольное поле «Берег». В 2009—2010 годах был детский футбольный клуб «Маслята».